# Bruno Sarda
Bruno Sarda (Torino, 29 settembre 1954) è un fumettista italiano attivo soprattutto come sceneggiatore di storie a fumetti della Disney.

## Biografia
Dopo aver conseguito il diploma di maturità trova impiego in banca. Nel 1985 propone a Franco Fossati, all'epoca nella redazione di Topolino, durante un incontro pubblico, alcune bozze di sceneggiature per storie a fumetti con i personaggi della Disney che lo porteranno a entrare nella redazione del settimanale come sceneggiatore, esordendo nel 1986 sul n. 1619 di Topolino con due diverse storie disegnate da Lino Gorlero e da Giorgio Cavazzano. Negli anni successivi pubblicherà oltre quattrocento storie e creando anche personaggi suoi come Indiana Pipps, ispirato nel nome al quasi omonimo personaggio cinematografico ma nella caratterizzazione a quello di Martin Mystère, creato da Alfredo Castelli; il successo della prima storia, Topolino & Pippo in: I predatori del tempio perduto, porterà alla realizzazione di altre storie col personaggio. Sempre per la Disney si dedica al filone delle parodie scrivendo storie come 3 paperi e 1 bebè, Topolino e la fata delle dolomiti, Topolino e la città di ghiaccio e I promessi topi, tutte del 1989, nonché la più lunga storia mai apparsa fino ad allora su un periodico Disney (quasi 350 pagine), Alla ricerca della pietra zodiacale, divisa in dodici puntate, e pubblicata nel 1990.